# Phoma medicaginis
Phoma medicaginis är en lavart. Phoma medicaginis ingår i släktet Phoma, ordningen Pleosporales, klassen Dothideomycetes, divisionen sporsäcksvampar och riket svampar.

## Underarter
Arten delas in i följande underarter:
- macrospora
- medicaginis